# فرانك أ. فروست
فرانك أ. فروست هو سياسي أمريكي، ولد في 21 مارس 1874، وتوفي في 31 أغسطس 1947. نشط حزبياً في الحزب الجمهوري. وقد انتخب عضو مجلس ولاية نيويورك ‏.